# Парохіалізм
Парохіалізм  - це спосіб мислення, де суб'єкт зосереджується на дрібних деталях проблеми радше, ніж на розгляді її у ширшому контексті.  Більш загально кажучи, це називається вузькочолим мисленням. У цьому сенсі, поняття є синонімом провінціалізму (чи провінційності). 
Походить від поняття прихід, єпархія (пізньою латиною: parochia) - одна з найдрібніших одиниць адміністративно-територіального устрою в багатьох християнських церквах, таких як римокатолицька, православна чи англіканська церкви.

## Парохіалізм у політиці
Парохіалізм можна знайти у вжитку по всьому світові, де він інколи знаходить визнання місцевими інституціями. До прикладу, у зміненому навчальному плані 7 лютого 2007р. Гарвардського Університету стверджується, що однією з основних цілей ґрунтовного перегляду навчальних планів (вперше за останні три десятиліття) було подолання американські "парохіалізми", маючи на увазі в цьому випадку опанування загальнонаціональної перспективи поглядів, аніж таких, що переймаються лише міркуваннями та точкою зору тієї чи іншої невеличкої громади.
Це до певної міри перегукується з політичним принципом містечковості - себто таким, що підтримує місцеве виробництво та споживання товарів, місцевий контроль над врядуванням та місцеву культуру та ідентичність. Політику локалізму практикують в різних напрямках різні групи. Тим не менш, локалізм зазвичай описується як такий, що стосується регіоналізм, на протиставлення централізму.
У глузливому вжитку, в США існує поняття політики парафіяльного насосу, котре використовують для позначення політичної діяльності, що більш явно опікується нагальними потребами місцевого електорату, аніж стратегіями, котрі б могли зчинити вплив на його довготерміновий добробут. Частіше його вживають вкупі з поняттям Ґомбінізму, котре означає залаштункових тіньових впливових осіб, зацікавлених у отриманні особистої вигоди. У російській політиці подібне явище набуває найчудернацькіших форм (пряма лінія президента Путіна), коли найвища посадова центральної влади однієї зі світових супер-держав вирішує дрібні місцеві чи й навіть особисті проблеми окремо взятого виборця.[джерело?]